# 狂野海岸

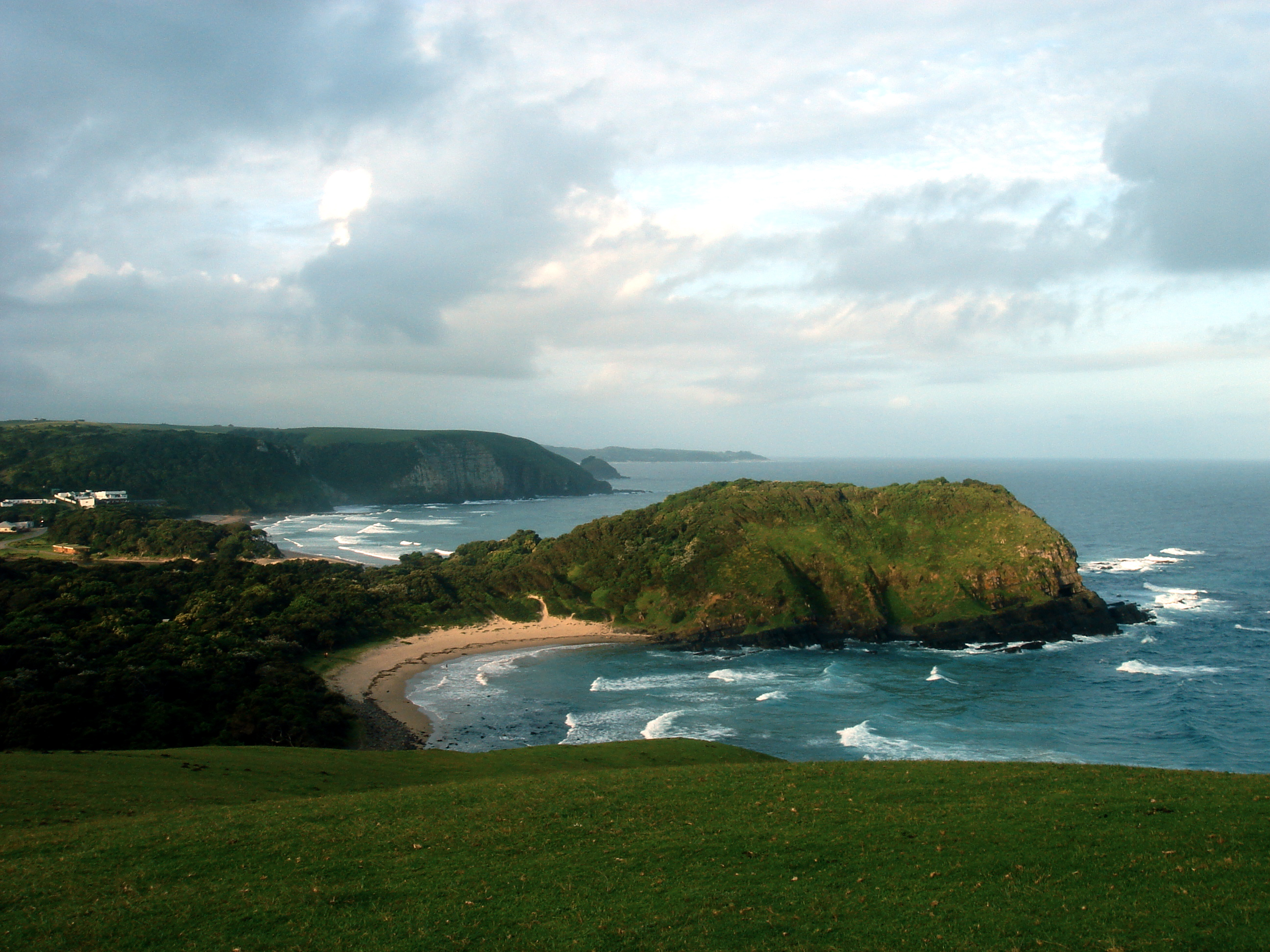
咖啡湾

狂野海岸（Wild Coast）是南非东开普省的一段海岸线，南起东伦敦，北到夸祖鲁-纳塔尔省边界。这里是豪萨人Xhosa people的传统家园，南非许多名人，例如纳尔逊·曼德拉和塔博·姆贝基都出生于此。
狂野海岸景色优美，为旅游业圣地。沿线分布有Cintsa、凯茅斯、咖啡湾、圣约翰斯港等旅游业村镇。

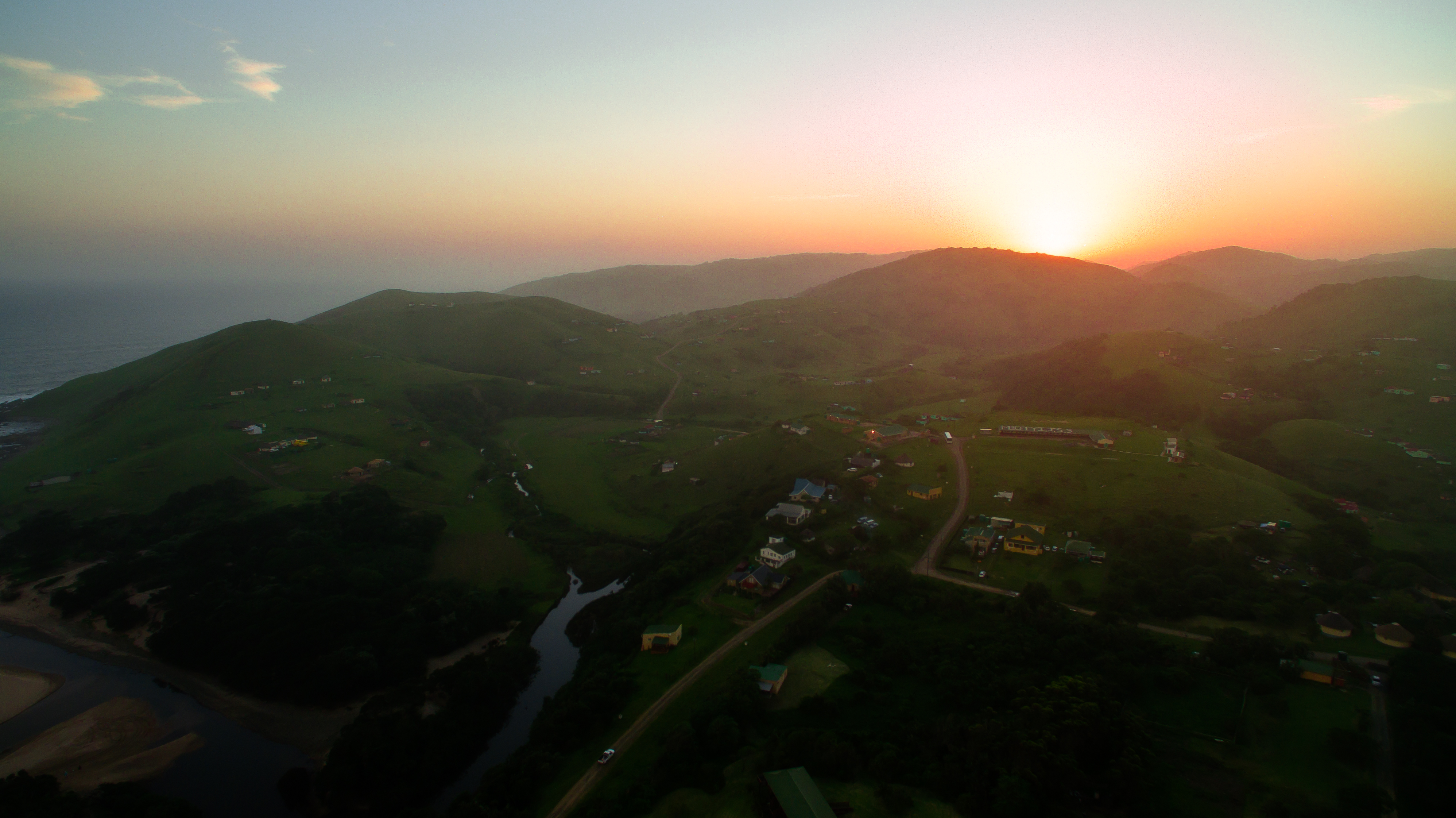